# Luxemburgs spårväg (1875–1964)

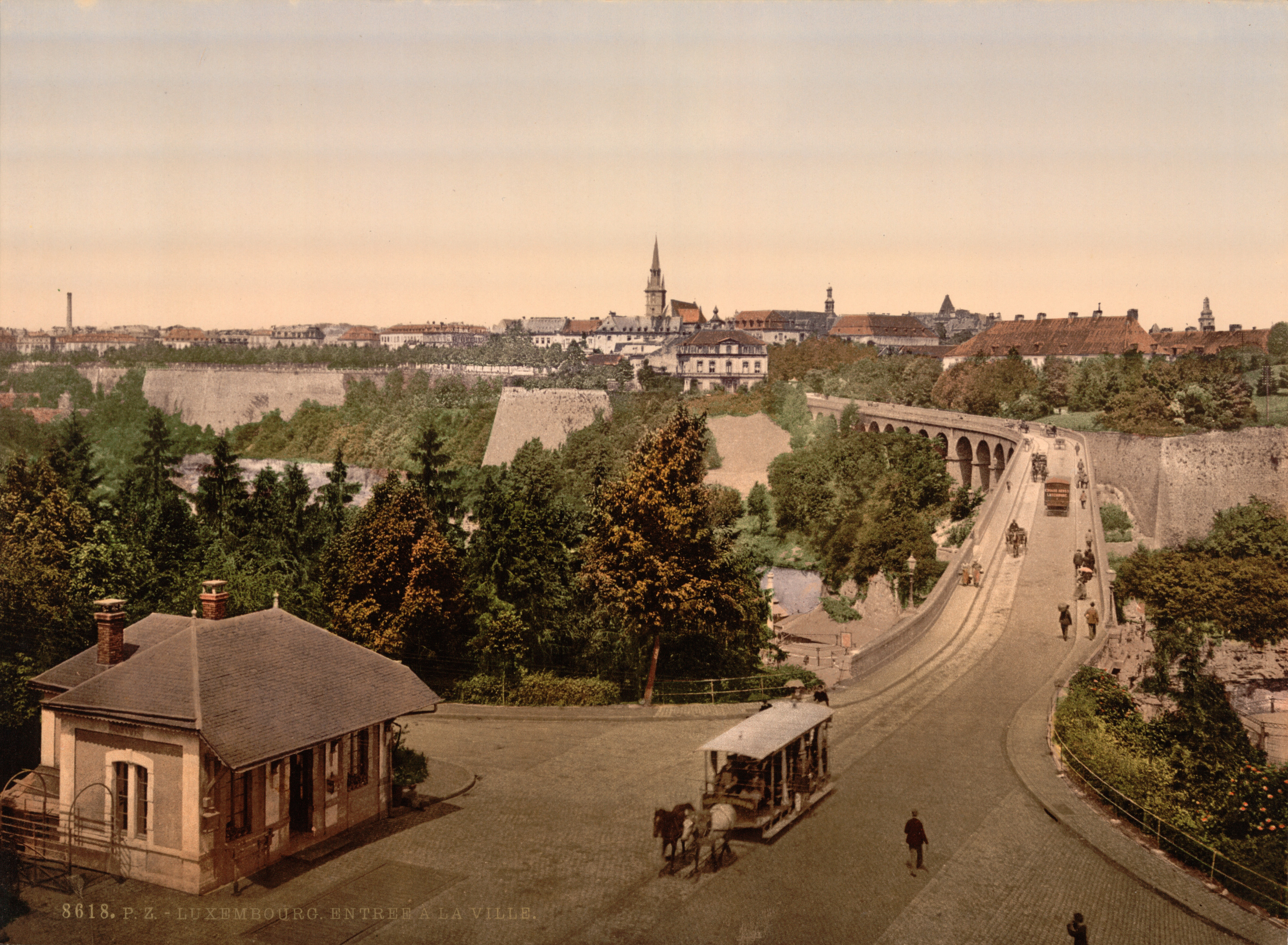
Hästspårvagn vid Passerellebron, 1890-talet

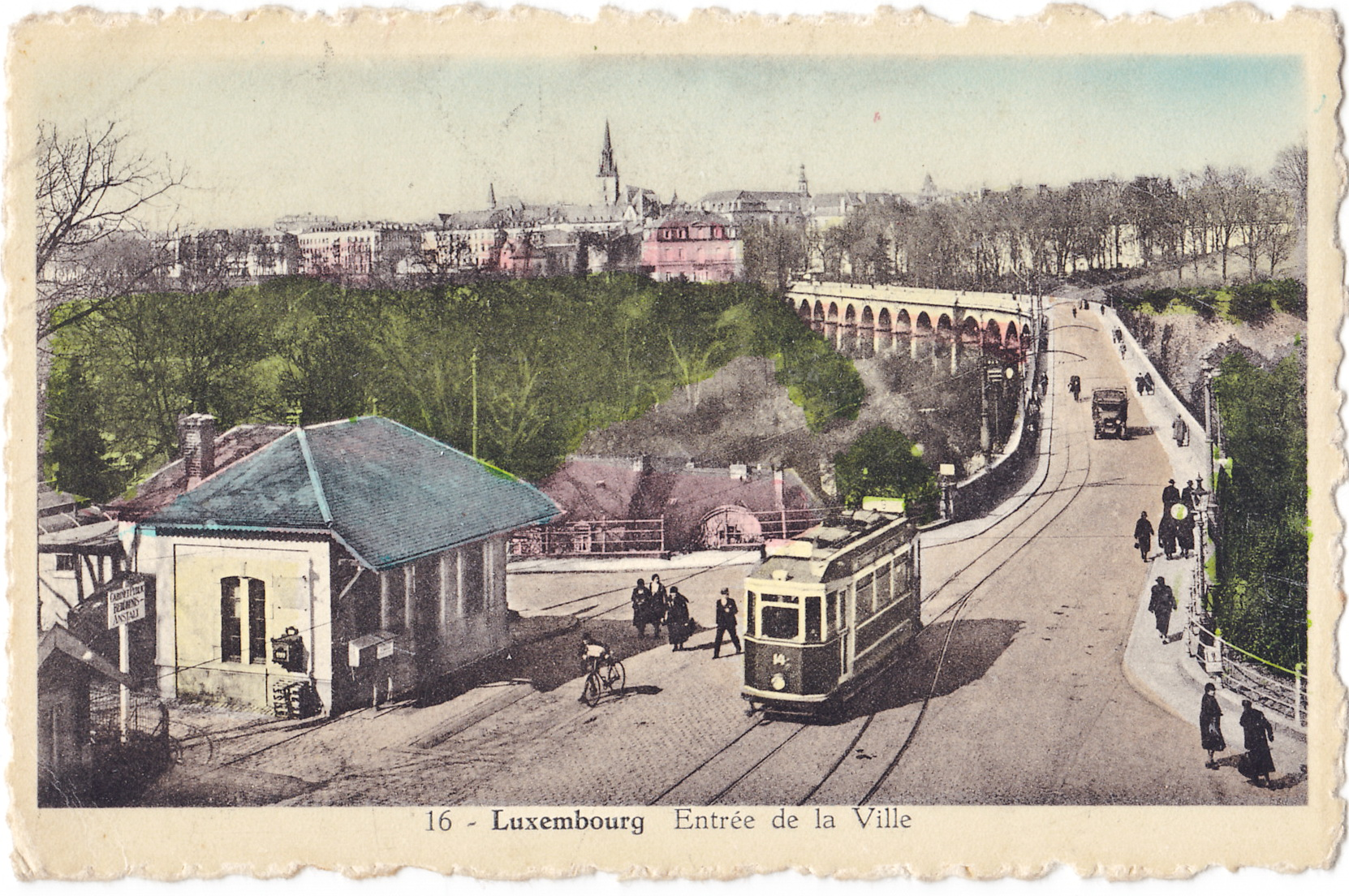
Elektrisk spårvagn vid Passerellbron, efter 1921

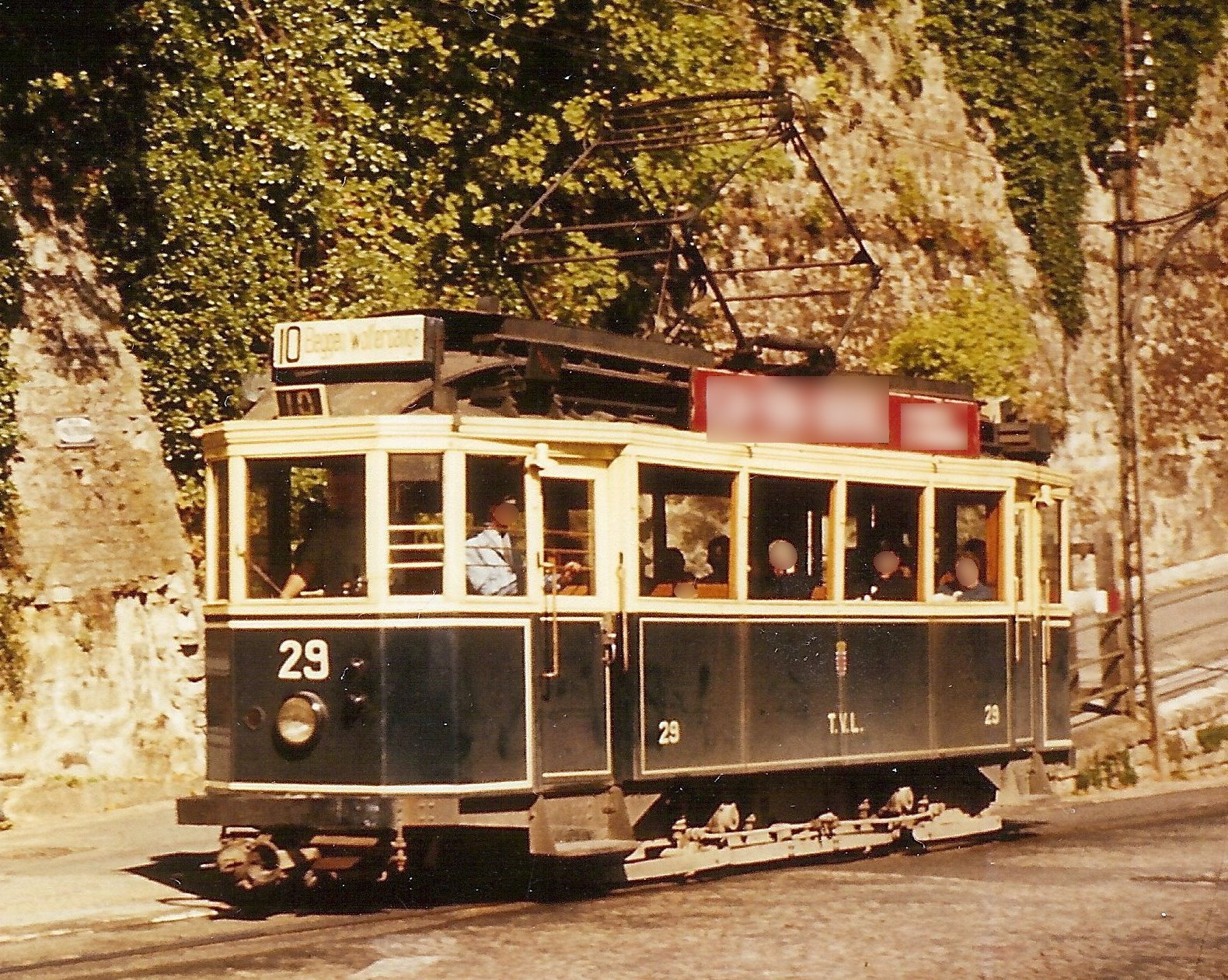
En av sista motorvagnarna från Luxemburgs tidigare spårväg

Luxemburgs första spårväg var ursprungligen hästdragen. Den första spårvagnslinjen i staden Luxemburgs öppnades 1875 och gick genom Luxemburg på en 10 kilometer lång sträcka. Den drevs av det privata "Société anonyme du tramway luxembourgeois" (SATL). Spårvägen elektrifierades 1908 och drevs därefter av det offentligägda "Tramways de la ville de Luxembourg" (TVL). 
Den ursprungliga sträckningen var från Luxemburgs centralstation i stadsdelen Gare över Passerellebron genom centrum i Uewerstad till Limpertsberg. Fram till 1930 utvidgades spårnätet till olika delar av staden, med sträckningar på sammanlagt 31 kilometer. Spårvagnarna ersattes i början av 1960-talet av bussar, och spårvägen lades slutligen helt ned i september 1964.

## Spårvägsnät i Storhertigdömet Luxemburg
Staden Luxemburgs spårväg var en av två tidigare spårvägar i Storhertigdömet Luxemburg, Den andra drevs av "Tramways Intercommunaux du Canton d'Esch" i Esch-sur-Alzette och dess omgivningar mellan 1927 och 1956.
Från december 2017 finns en ny spårväg i drift i staden Luxemburg. Luxemburgs nya spårväg öppnade i en första etapp mellan Limpertsberg och Kirchberg över Storhertiginnan Charlottebron, och arbete pågår för att förlänga den i östra änden till Luxemburgs flygplats och i den västra änden över Adolphebron till Luxemburgs centralstation och senare till affärsdistriktet Cloche d'Or i stadsdelen Cessange.